# Immer wieder sonntags
Immer wieder sonntags (qui peut être traduit par « Les dimanches, encore et toujours ») est une émission de télévision allemande de divertissement et musicale.
Il y a quatorze émissions par saison et un best-of. Le nom de l'émission est le nom d'une chanson de Cindy & Bert sortie en 1973.

## Contenu
L'émission est une émission de divertissement combinant des chroniques de service, de la comédie, de la musique schlager et traditionnelle.
Depuis 2007, deux chanteurs, chanteuses ou groupes inconnus s'affrontent pour être élus roi ou reine de l'été par les téléspectateurs au téléphone à la fin de l'émission.

## Histoire
Elle est diffusée en direct à partir de 1995 pendant les mois d'été le dimanche matin depuis Europa-Park à Rust sur Das Erste. L'émission dure 90 minutes jusqu'en 2014. Le premier animateur est Max Schautzer. L'un des premiers invités est Roberto Blanco. Elle est vite comparée à ZDF-Fernsehgarten et pour cause, elle fait concurrence à cette dernière.
En décembre 2002, une adaptation hivernale Immer wieder samstags est diffusée trois samedis après-midi.
En 2004, Sebastian Deyle est le nouveau présentateur, cependant il ne convainc pas. En 2005, un nouveau concept avec Stefan Mross donne un nouvel élan.
L'émission du 22 août 2010 est animée par Axel Bulthaupt, Stefan Mross s'absente pour des raisons personnelles.
Pendant l'émission du 10 août 2014, Stefan Mross goûte une sauce au piment épicée. Il devient essoufflé, reste à la table pour se reposer puis se retire. Il s'effondré ensuite derrière la scène pour cause d'insuffisance circulatoire et est hospitalisé. Marc Pircher assure l'intérim puis Guido Cantz.
Pour les célébrations du 10e anniversaire de la présentation de Stefan Mross, les trois dernières émissions le 31 août et les 7 et 14 septembre sont prolongées jusqu'à 120 minutes de diffusion (qui est, depuis, la durée de l'émission). Le 5 octobre, il y a une émission spéciale Immer wieder Stefan – Die große Jubiläumsshow.

## Source de la traduction
- (de) Cet article est partiellement ou en totalité issu de l’article de Wikipédia en allemand intitulé « Immer wieder sonntags » (voir la liste des auteurs).